# Partidas realistas

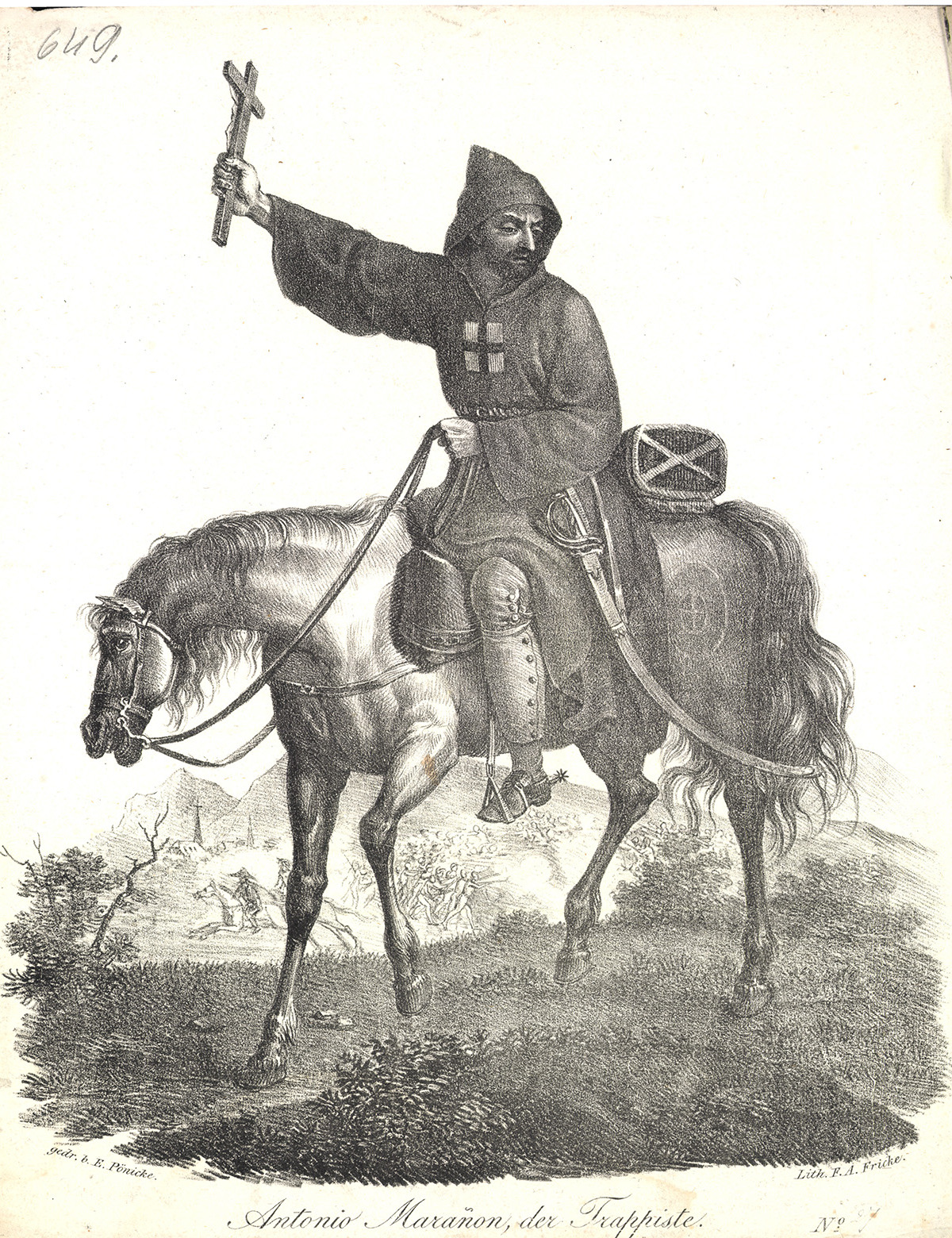
Antonio Marañón dit El Trapense, lithographie de Friedrich August Fricke (1784-1858). Il fut l’un des chefs de partidas realistas les plus célèbres. Selon l’ afrancesado Sebastián Miñano, sa tenue extravagante contribua à exalter le peuple en sa faveur, car il était vu comme un homme inspiré par Dieu, comparable à ceux dont parlent les Écritures.

Les partidas realistas (« milices royalistes ») sont des groupes de guérilleros absolutistes qui se formèrent en Espagne au cours du Triennat libéral (1820-1823) pour tenter de renverser le régime constitutionnel mis en place à la suite de la révolution de 1820 et rétablir le pouvoir absolu du roi Ferdinand VII. Ils constituèrent le bras armé de la « contre-révolution », « comprise comme l’ensemble des stratégies politiques mises en marche par les vieilles élites réactionnaires pour mettre fin à la révolution et au libéralisme ». Cette contre-révolution commença dès le moment où le monarque prêta serment pour la première fois sur la Constitution, le 9 mars 1820, car il n’accepta en réalité jamais le nouveau régime, il s’affaira tout de suite à conspirer et prit la direction du mouvement, avec la complicité des membres de la cour et des hauts responsables de l'État également contraires au libéralisme. Comme l'affirma dans ses mémoires le marquis de las Amarillas : « aucun [des ministres] ne pouvait ignorer que le Roi protégeait en secret les soulèvements contre la Constitution sur laquelle on l’avait obligé à prêter serment ».
Bien que les première fassent leur apparition en 1820, elles proliférèrent à partir du printemps 1821 et atteignirent leur apogée l’année suivante, donnant lieu en Catalogne, en Navarre et au Pays basque à une véritable guerre civile — la dénommée guerre royaliste —, qui se solda dans un premier temps par leur défaite face aux armées constitutionnalistes, obligeant les royalistes à fuir en France ou au Portugal. L'expédition d'Espagne menée par l’armée française commencée en 1823, à laquelle se joignit les troupes royalistes espagnoles réorganisées depuis l'exil en France et les milices royalistes qui étaient parvenues à se maintenir après l'offensive constitutionnaliste, supposa le triomphe définitif de la contre-révolution. Le roi Ferdinand VII fut libéré de sa « captivité », le régime constitutionnel aboli et l’absolutisme restauré, marquant le début de la dénommée décennie abominable.

## Histoire
Les partidas realistas commencèrent leurs actions dès les premiers temps du régime constitutionnel — les premières dont on ait connaissance apparurent en Galice aussi tôt qu’en avril 1820 —, organisées par des absolutistes exilés en France et en lien avec le palais royal. Les méthodes de ces étaient très similaires à celles qu’avait utilisées la guérilla durant la guerre d'indépendance contre Napoléon (1808-1814) — et certains des anciens guérilleros militaient dorénavant dans le camp royaliste —. Selon Pedro Rújula et Manuel Chust, c’est justement la continuité avec cette guérilla qui explique leur mise en route rapide et efficiente : « Un grand nombre de combattants contre les Français avaient non seulement acquis l'habitude d'utiliser les armes et de se rassembler pour défendre avec elles les intérêts de la communauté locale, mais s'étaient aussi familiarisés avec des discours légitimant leurs actions qui faisaient référence au roi, à la religion et à la patrie ». Le marquis de Mataflorida, agent de Ferdinand VII qui était l’une des principales figures de l'exil royaliste, écrivit dans un manifeste publié en France en décembre 1821 que « par l’effet de [l’]oppression, des milices armées sont apparues de toute part, qui pèsent sur les localités, mais les aides à maintenir leur indépendance et l’insubordination à toute autorité constitutionnelle, dont ils ne peuvent se convaincre de leur légitimité ».
Les chefs des partis étaient majoritairement des ecclésiastiques — en Navarre ils en représentaient 50 % —, des nobles — 45 % en Galice —, des propriétaires et des paysans — auxquels il faut ajouter les mossos d'Esquadra en Catalogne —. En ce qui concerne le gros de leurs membres, Ramon Arnabat souligne que « l’immense majorité des enrôlés dans les partidas realistas n’avaient aucune propriété, ils appartenaient aux classes les plus pauvres de la société et gagnaient leur vie en travaillant pour d’autres, soit comme journaliers soit comme aparceros, avec une présence plus limitée d’artisans et de travailleurs manuels, et des tisserands, dans certaines villes moyennes », qui formaient la base sociale du royalisme.
Avec une présence limitée au départ, les partidas connurent un essor important à partir du printemps 1821,. Leur rayon d'action « se déplaça peu à peu du sud (Andalousie) et du centre de la péninsule (La Manche) vers le nord : Galice, Asturies, Castille-et-León, Estrémadure, Pays basque, Navarre, Aragon ; Pays Valencien et Catalogne ; et leur nombre tripla entre 1820 et 1821 ». Les plus connues étaient celles du prêtre Jerónimo Merino, qui agisait principalement à Burgos ; celle de Joaquín Ibáñez Cuevas, baron d'Eroles, et celle d’Antonio Marañón « El Trapense », qui agirent en Catalogne ; celle de Pedro Zaldívar, dans la Serranía de Ronda ; celle de Manuel Hernández, El Abuelo (« Le Grand-Père »), qui à Madrid et Aranjuez ; ou celle de Manuel Freire de Andrade et du chanoine de Saint-Jacques-de-Compostelle Manuel Chantre, qui formèrent la Junta Apostólica (« Junte » ou « Comité apostolique ») en Galice.
L’essor des partidas realistas fut la conséquence de la connexion de la contre-révolution des vieilles élites réactionnaires, présentes dès le début du Triennat libéral et de l’« anti-révolution » des classes populaires « lésées culturellement et socialement par la praxis révolutionnaire et libérale ». « La confluence entre la contre-révolution et l’anti-révolution sous l’hégémonie de la première, conforma le bloc [..] « royaliste » car ce qui les unifia fut la lutte contre le système constitutionnel et la défense du pouvoir absolu du roi et de l’hégémonie culturelle de l’Église catholique ».

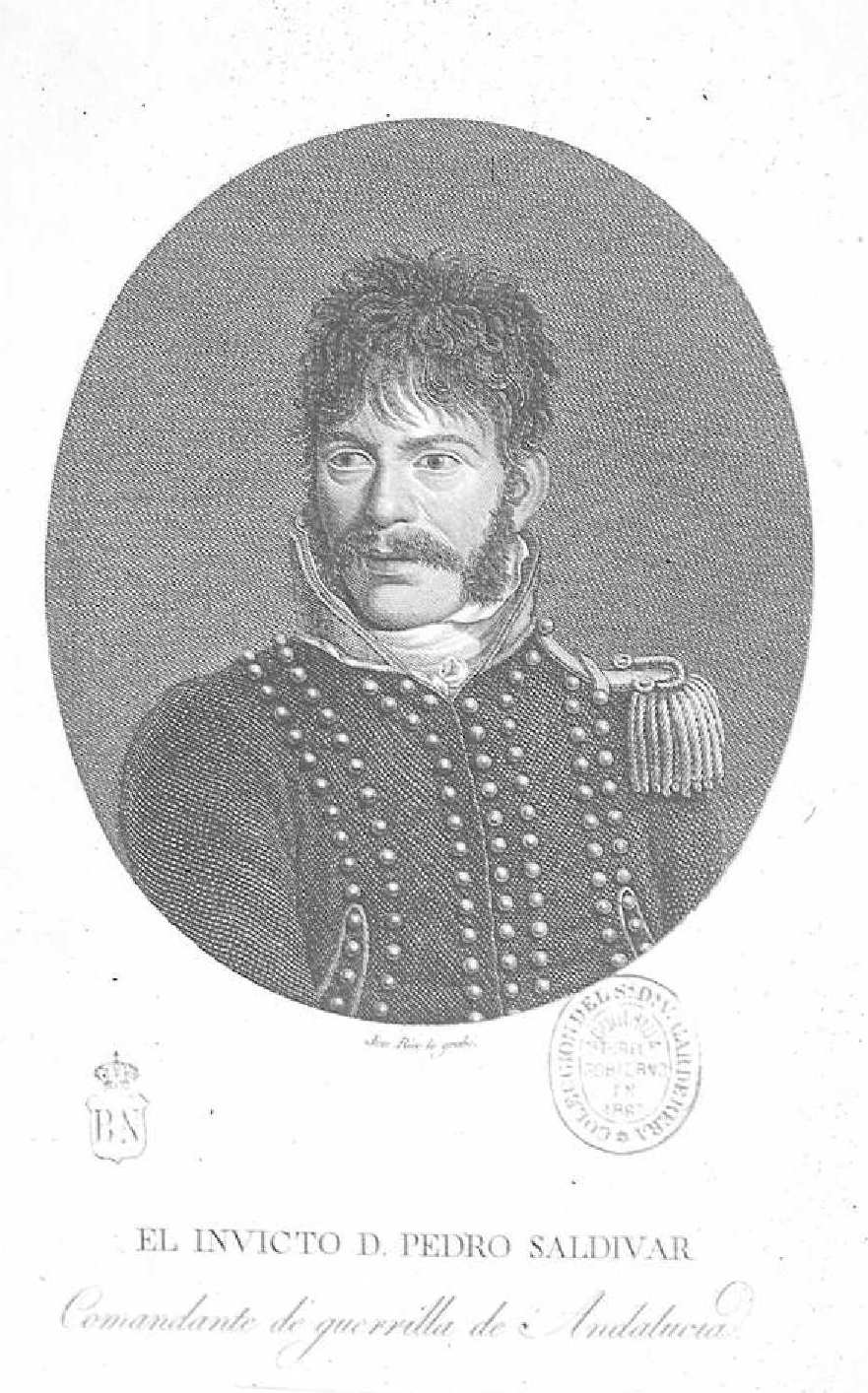
Pedro Zaldívar, chef de la partidas realista qui agit dans la Serranía de Ronda.

Ce serait précisément l’Église, majoritairement opposée au régime libéral à cause des désamortissements qui jouerait un rôle décisif dans la formation et la consolidation de cette alliance entre les deux secteurs antilibéraux, en la facilitant « Le clergé local contrôlait les principaux espaces de sociabilité formelle paysanne : les paroisses, les confréries ou les fêtes populaires », et en développant — un important travail de propagande de discrédit [du régime constitutionnel] en profitant de sa position sociales et des ressort de pouvoir moral qu’elle conservait encore — et en canalisant le mécontentement social vers la royalisme. En plus de la participation directe de nombreux clercs dans les partidas, parfois sous le commandement de certains d’entre eux comme dans le cas du fameux curé Merino, l’Église, et en particulier le clergé régulier, fournit au bloc royaliste un support idéologique en développant un discours de « guerre de religion » qui rencontra un écho principalement dans le monde rural où, à la différence des grandes villes, il ne pouvait être contré par un discours libéral. Ce discours contre-révolutionnaire pénétra également le monde des métiers de certains noyaux urbains, celui des sans emplois et des déracinés.
Ce fut « dans les bourgades et villes moyennes en crise et avec une forte présente ecclésiastique, où se connectèrent d’abord la contre-révolution et l’antirévolution ». Il s’y produisit des révoltes qui furent précédées d’une intense campagne anti-révolutionnaire généralement orchestrée par le clergé et qui suivaient un patron similaire. « À partir d’une certaine décision des autorités locales ou nationales qui allait contre les intérêts moraux ou matériels des classes populaires urbaines, les forces contre-révolutionnaires parvenaient à mobiliser et à capitaliser l’anti-révolution générée ». Le mal-être social se traduisait dans une action politique contre-révolutionnaire — autrement dit, l’anti-révolution s’intégrait dans la contre-révolution — grâce à l’existence de « réseaux contre-révolutionnaires, formés de certains nobles, membres de la hiérarchie ecclésiastique, secteurs de la paysannerie aisée et chefs de partida, qui sont ceux qui recrutent, arment et paient les partidas realistas, en canalisant besoins et sentiments. Et ici, certaines autorités locales qui mettent les municipalités qui contrôlent le service de la contre-révolution jouent un rôle fondamental ».

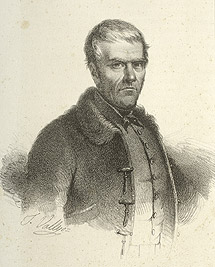
Le curé Merino, chef guérillero qui combattit les Français durant la guerre d’indépendance, et qui durant le Triennat libéral mena une partida realista très active qui appuya l’invasion française de l’Expédition d'Espagne.

Au sommet du mouvement contre-révolutionnaire de trouvait le roi. Il n’était néanmoins pas la seule tête de la conspiration. La contre-révolution peut mieux être représentée comme un réseau de complicité articulé à partir de différents foyers. Le rôle du monarque était avant tout de « doter de cohérence la contre-révolution en apportant l'élément qui donne de l’unité au mouvement ; celle d’un roi paternel, aimé du peuple — tant qu’il prend les armes en sa défense — et dépouillé de son trône légitime par une minorité conspiratrice et sectaire ».
Au cours du printemps 1822, les actions des partidas realistas s’accentuèrent notablement, surtout en Catalogne, en Navarre, au Pays basque, en Galice, en Aragon et au Pays valencien, et de façon plus sporadique dans les Asturies en Vieille-Castille, à León, à Murcie et en Nouvelle-Castille. Un évènement décisif fut la prise de La Seu d'Urgell le 21 juin car « à partir de ce moment la contre-révolution disposa d’un noyau rebelle en territoire espagnol. C’était une des conditions qu’avait imposée la France pour prêter son appui au roi ». Lorsque la nouvelle arriva à Aranjuez, les courtisans s’exaltèrent et leur activité conspiratrice reprit vigueur,
Le soulèvement royaliste se répandit de telle sorte que « durant l'été et l'automne en Catalogne, au Pays basque et en Navarre on vécut une véritable guerre civile dont il était impossible de rester à la marge, et dont la population civile sortit très malmenée dans les deux camps : représailles, réquisitions, contributions de guerre, pillages, etc. » Les royalistes arrivèrent à rassembler une armée qui compta entre 25 000 et 30 000 hommes.
Toutefois, les mesures militaires adoptées par le Parlement et le Gouvernement — qui s’ajoutaient à la déclaration de l’état de guerre en Catalogne le 23 juillet — portèrent leurs fruits et durant l'automne et l'hiver 1822-1823, après une dure campagne qui dura six mois, les armées constitutionnelles, dont l'un des généraux était l'ancien guérillero Espoz y Mina, renversèrent la situation et contraignirent les royalistes de Catalogne, de Navarre et du Pays basque à fuir vers France (environ 12 000 hommes) et ceux de Galice, Vieille Castille, de Léon et d’Estrémadure à fuir vers le Portugal (environ 2 000 hommes),,.
Toutefois, la situation prit un tournant définitif lorsque le 7 avril 1823, le corps expéditionnaire envoyé par la France qui bénéficiait de l'appui de troupes royalistes espagnoles qui s’y étaient organisées avant l’invasion — entre 12 000 et 35 000 hommes selon les sources —, auxquelles s’ajoutèrent au fur et à mesure de leur avancée les milices royalistes qui avaient survécu à l'offensive de l'armée constitutionnelle. Divers historiens, comme Juan Francisco Fuentes, mettent en évidence le paradoxe selon lequel de nombreux membres des milices et des troupes de soutien royalistes avaient combattu quinze ans auparavant contre les Français dans la guerre d'indépendance.